# Кларк (Па де Кале)
Кларк (фр. Clarques) насеље је и општина у североисточној Француској у региону Север-Па д Кале, у департману Па де Кале која припада префектури Сент Омер.
По подацима из 2011. године у општини је живело 295 становника, а густина насељености је износила 42,39 становника/km². Општина се простире на површини од 6,96 km². Налази се на средњој надморској висини од 66 метара (максималној 97 m, а минималној 29 m).

## Демографија
| 1962. | 1968. | 1975. | 1982. | 1990. | 1999. | 2011. |
| ----- | ----- | ----- | ----- | ----- | ----- | ----- |
| 234   | 254   | 238   | 206   | 231   | 233   | 295   |

График промене броја становника у току последњих година